# Big time (Neil Young)
Big time is een lied dat werd geschreven door Neil Young. Samen met Crazy Horse bracht hij het in 1996 uit op een single. Deze bereikte nummer 35 in de rocklijst van Billboard.
De cd-single kent met drie nummers een totale duur van 18 minuten. De eerste twee zijn een elpee- en een bewerkte versie. Het derde is Interstate dat nog niet eerder was uitgebracht. Verder verscheen Big time op hun album Broken arrow.
Het is een rustig grunge/rock-nummer en gaat over een voorbije relatie. Hij leeft nog steeds de droom die ze toen hadden. Het toegevoegde Interstate is een rustig akoestisch nummer dat niet op een album werd uitgebracht. Recensies variëren van kwalificaties als meditatief tot slaapverwekkend.